# Renault Espace
Renault Espace är en fransk minibuss från Renault som lanserades 1984 och tillverkas idag som generation fem.
Renault Espace var bilvärldens första så kallade "MPV" vid lanseringen.
Nuvarande Renault Espace finns med två karossversioner, normal längd (Espace) och en förlängd variant (Grand Espace).

## Historik
Bilen utvecklades av Matra Automobiles som skulle ersätta deras Matra Rancho som var en gammal bilkonstruktion och rostade lätt. Den nya bilen skulle inte rosta.
Man utgick ifrån sina kunskaper som bl.a. sportbilstillverkare och tillverkare av snabbtåg och gjorde ett starkt förzinkat stålchassi med många lättningshål och klädde detta med kompositmaterial. 
Man tänkte göra en bil med mer volym, inte en mindre skåpbil. Därför har Espace aldrig haft någon skjutdörr, utan är en femdörrars volym-personbil utan separata rum för bagage, passagerare och motor, en så kallad monospace eller enrummare där VW Typ 2 (bussen) var den första. Matra gjorde här vad många andra fabrikanter bara vågat göra som konceptbilar på motorshower, en maxibil, inte en minibuss. 
En bil med säkerhet och väghållning men högbyggd och med framrutan framdragen över motorn för bättre innerutrymme, samt med flexibel inredning där framstolarna var snurrbara för att kunna vändas bakåt när bilen skulle användas som kontor eller picknick-plats. Baksätena bestod av 5 separata säten som kunde fällas till bord, plockas ut individuellt eller vändas mot färdriktningen för t.ex. säker barntransport.
Biltypen ansågs vara den slutgiltiga formen för hur en bil skulle se ut i framtiden och namnet "Espace" blev därför en perfekt etikett på den nya bilen då det betyder både "rymd" och "utrymme" på franska.
Strax innan det var tid att börja producera bilen köptes Matra upp av PSA Peugeot Citroën. PSA var inte intresserad av denna typ av bil och ville lägga ner projektet. Projektgruppen tog då kontakt med Renault och redan samma eftermiddag efter att ha visat prototypbilen för Renaultledningen hade man ett förhandskontrakt. Renault trodde inte heller på biltypen men behövde något spektakulärt och framtidsorienterat att visa upp för världen.
Renault fick först helt rätt, alla skrev om Espace, alla pratade om Espace, men ingen köpte Espace. Inte förrän efter något år då man vant sig vid idén och sedan dess har det varit kö på modellen. De marknader (t.ex. den svenska) som inte tog in Espace Fas 1 fick inte heller Espace Fas 2 (sedermera omdöpt till Fas 1B när Renault lanserade sin egen plåt-Espace och av någon anledning inte ville kalla den Fas 5 utan Fas 4) utan fick vänta till Fas 3 (sedermera omdöpt till Fas 2, se ovan) innan man kunde skryta med originalet till den nya biltypen.
Då hade redan Chrysler, Toyota och många andra tillverkare redan hunnit komma med sina versioner på temat Espace.
Bilen består av ett varmgalvaniserat (26 kg zink) stålchassi som tillverkats av Matra i deras fabrik i Romorantin-Lanthenay. Chassit skickades till Dieppe, Renaults sportbilsfabrik. Där klädde man chassit med plastpaneler, plasthuv och baklucka av plast. Detta gjorde bilen mycket lätt för sin storlek. Även slutmontering gjordes här. I denna fabrik jobbar man mycket manuellt, därför blev leveranstiderna längre än normalt för Espace. 
Biltypen Espace skapade har fått många namn, maxibil, MPV, familjebuss, flexibil, och skapade en egen klass i Europas bilindustri likt Volkswagen gjort med Golfklassen. 
General Motors köpte in den nya Espace och gjorde en amerikansk kopia med Pontiac Trans-Sport som också hade plastkaross, separata stolar och ett futuristiskt utseende. Volkswagen och Ford gjorde gemensam sak för att konkurrera med Matra-Renault och skapade Espace-kopiorna Ford Galaxy/VW Sharan/Seat Alhambra som också hade 5 separata säten och 4 personbilsdörrar. Även PSA (Peugeot/Citroën) fick gå ihop med en annan tillverkare för att möta succén Espace och skapade Fiat Ullusé/Lancia Zeta/Peugeot 806/Citroën Evasion som också hade 5 separata stolar men skjutdörrar bak för att skilja sig något från Espace.
Med Espace fick Renault nytt mod och kom med en våg av nytänkande modeller i kölvattnet på Matras idé, först ut var microbilen Twingo, en monospace i miniatyr, sedan kom Scenic som rörde om bland familjebilarna i mellanklassen och så Kangoo som inte heller såg ut som något bilvärlden tidigare sett. 
Alla dessa tre Espace-arvingar blev succéer och stilbildare medan två andra floppade totalt: Espace-idén fungerade inte i lyxbilsegmentet där Renault lanserade den vågade Vel Satis eller i sportcupéklassen där Matra och Renault gjorde ett försök med Avantime.
Espace, Twingo, Scenic och Kangoo blev framgångar för det då statliga märket Renault under 80-, 90-, 00- och 10-talet.
Matra blev sedan nedlagt efter misslyckandet med Avantime.
Matra Automobiles tillverkade Espace fram till år 2002. Sedan dess tillverkar Renault modellen helt själv i sin fabrik i Sandouville. Härefter är bilen tillverkad på konventionellt sätt av plåt.
2023 ska Espace VI, en 7-sitsig Austral ta över.

## Generationer
Espace Fas 1 kännetecknas av att den har front och akter som starkt liknar Renaults minibussar Traffic och Master från samma tid. Den har i huvudsak samma teknik som Renault 18. 
Espace Fas 2 (sedermera Fas 1B, se ovan) känns tydligast igen på bakluckan som blev en kupa istället för en platta för att skapa mer rymd åt de två bakersta sätena. Fronten fick nu ett eget Espace-ansikte och tekniken togs från den något kraftigare Renault 20 istället. Med Fas 2 (1B) kom också modellen Quadra vilken hade permanent fyrhjulsdrift.
Espace Fas 4 (3, se ovan) fick en helt ny karros med 90-tals-runda former och flera förbättringar av flexibiliteten och säkerheten i bilen men tekniken inunder förändrades inte. Nu kom också ett 6-cylindrigt bensinmotoralternativ till de tidigare 4-cylindriga bensin- och dieselmotorerna. Fas 3 (2) var den första Espacen den svenska Renaultrepresentanten Volvo fick ta in till Sverige eftersom man tackat nej till Fas 1.
Espace Fas 4 (3, se ovan) var den sista Espacen tillverkad av skaparen Matra. Rymdfärje-känslan blev här komplett med futuristiskt formgiven instrumentpanel med digitala instrument och (på automatväxlade versioner) rattväxel. Motorn i Fas 4 (3) blev tvärställd så bilen blev ännu större i kupén och gjordes ytterligare en karrosversion i form av Grand-Espace som var förlängd så att de bakersta passagerarna inte satt i bagageutrymmet. 
Espace Fas 5 (4, se ovan) är inte en vidareutveckling av Matras ursprungsbil från tidigt 80-tal utan en helt igenom egen Renault-konstruktion i plåt. Fas 5 (4) blev världens då säkraste bil med mycket genomtänkt konstruktion och kom att produceras i en för modern tid väldigt lång period utan större förändringar.

## Källhänvisningar
1. ↑  ”The world's first MPVs – Renault Espace and Dodge Caravan | Torque” (på amerikansk engelska). Torque. 27 december 2015. https://www.torque.com.sg/features/the-worlds-first-mpvs-renault-espace-and-dodge-caravan/. Läst 14 september 2018.
2. ↑  ”Who Made The World's First MPV? - Motorme | Motorme” (på amerikansk engelska). www.motorme.my. Arkiverad från originalet den 14 september 2018. https://web.archive.org/web/20180914163720/http://www.motorme.my/who-made-the-worlds-first-mpv/. Läst 14 september 2018.
3. ↑  ”Renault Espace and Grand Espace” (på engelska). CAR Magazine. https://www.carmagazine.co.uk/renault/grand-espace/. Läst 14 september 2018.
4. ↑  ”Renault Espace, this is your life” (på engelska). Top Gear. 23 april 2015. https://www.topgear.com/car-news/renault-espace-your-life. Läst 14 september 2018.